# AMD Am2900

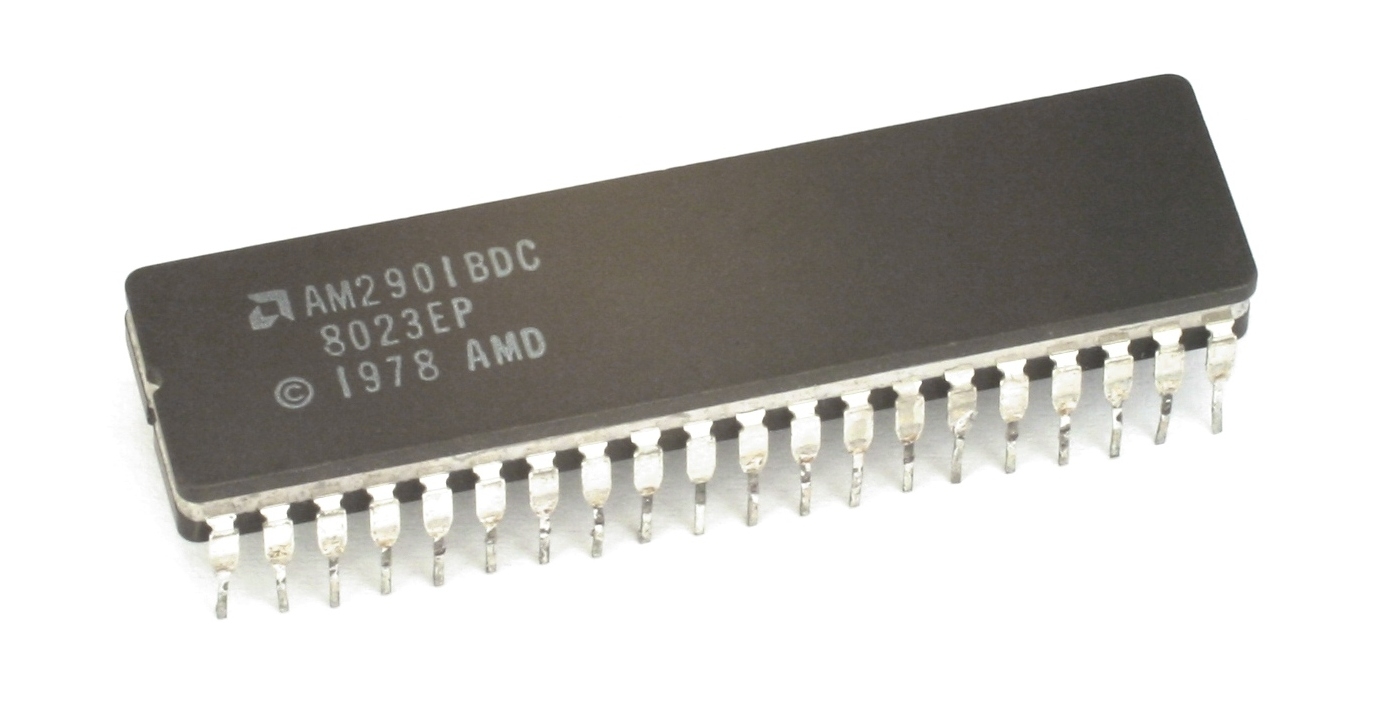
AMD Am2901 – 4-bit bit-slice ALU

Am2900 ist eine 1975 von Advanced Micro Devices (AMD) eingeführte Familie von Bit-Slice-Bausteinen. Diese waren dazu gedacht, sich nach dem Konzept des Bit-Slicing eine mikroprogrammierbare CPU nach eigenen Bedürfnissen frei zusammenzustellen. Der Am2901-Chip war als arithmetisch-logische Einheit (ALU) der „Kern“ der Serie. Er konnte auf 4 Bit rechnen und binäre Operationen sowie diverse Schiebeoperationen ausführen. Mit dem Am2902, einem Carry-Look-Ahead-Baustein, und dem Am2904-Wortrand-Baustein konnte man damit Rechenwerke mit einer Breite von einem Vielfachen von 4 Bit zusammensetzen. Das Mikroprogrammsteuerwerk konnte mit einem Am2910 Prozessor aufgebaut werden.

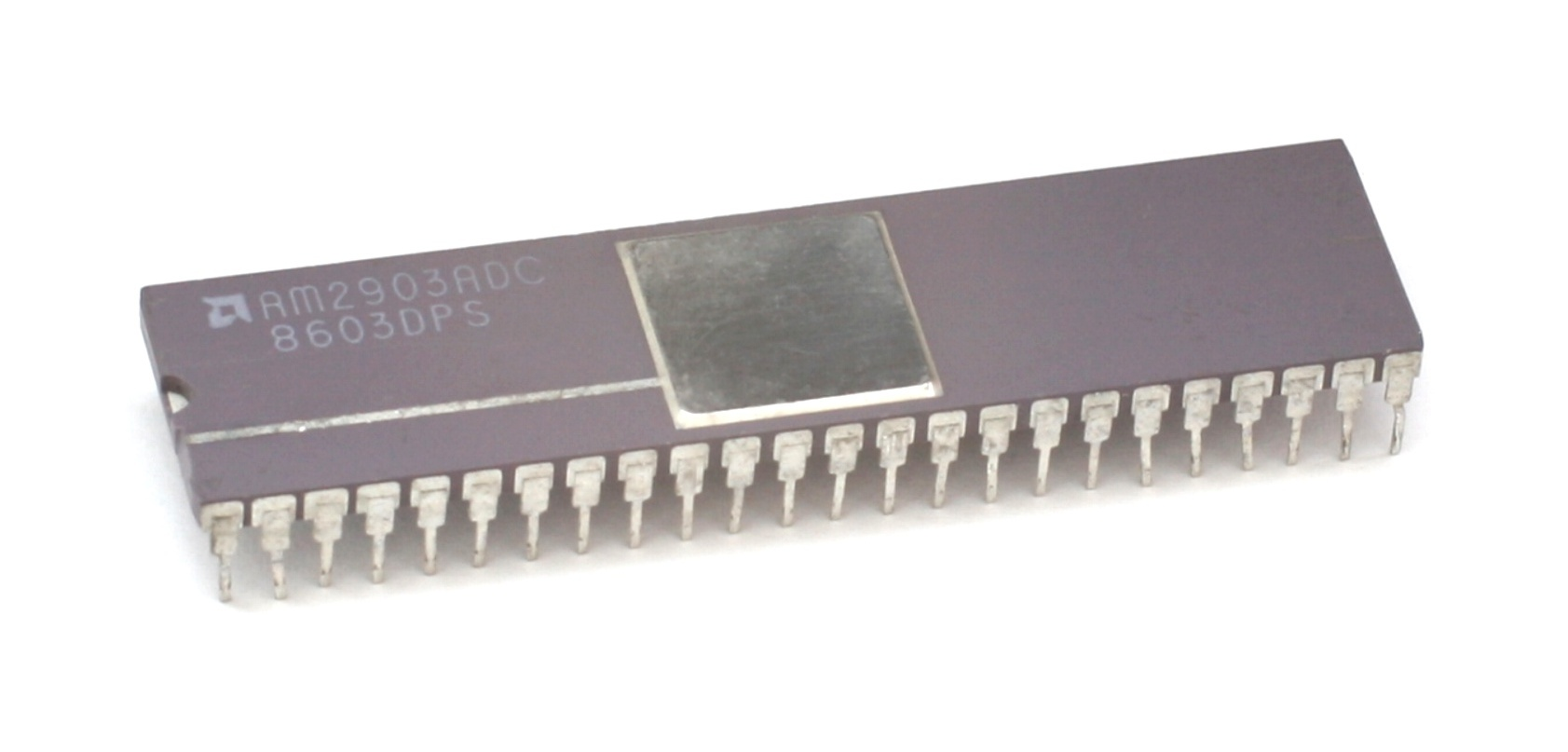
AMD Am2903 – 4-bit bit-slice ALU mit Multipliziereinheit

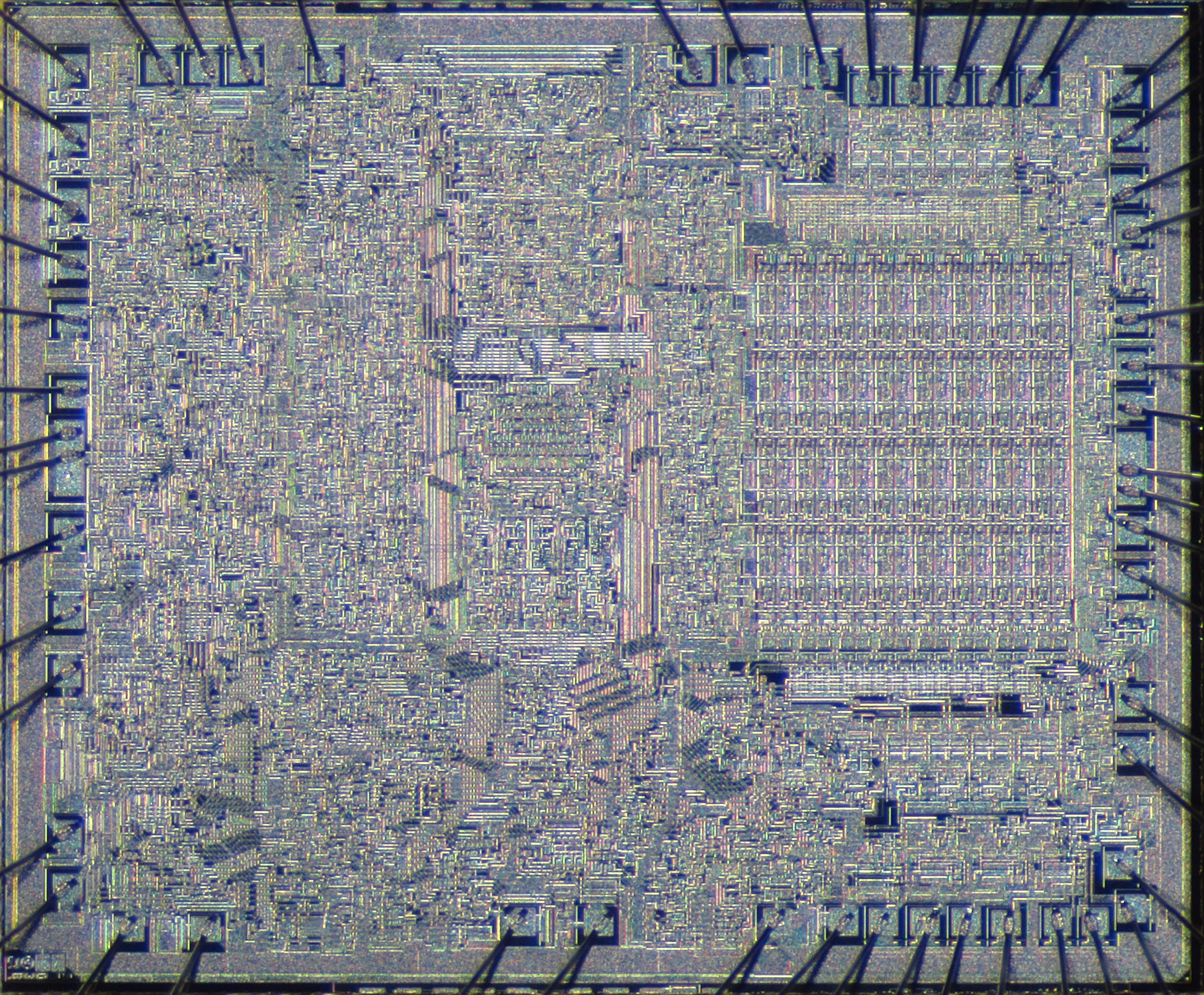
Die des AMD Am2903

Ein bekannter Vertreter der Am2900-basierten CPUs ist eine Implementation des seinerzeit weit verbreiteten Minirechners PDP-11 der Digital Equipment Corporation. 16 dieser Schaltkreise bilden den Floating-Point-Processor (FPP) mit 64-Bit Verarbeitungsbreite. Dieser ist beispielsweise in der PDP-11/34 bzw. PDP-11/34A implementiert.
Weitere Mitglieder der Am2900-Familie waren der Am2902, Am2903, Am2904, Am2905, Am2906, Am2907, Am2908, Am2912, Am2913, Am2914, Am2915, Am2916, Am2917, Am2918, Am2919, Am2920, Am2921, Am2922, Am2923, Am2924, Am2925, Am2926, Am2927, Am2928, Am2929, Am2930.
Die Am2900-Familie wurde auch von Motorola, National Semiconductor, Signetics, Thomson und Cypress Semiconductor Corporation in Lizenz hergestellt.